# Calle de Cuchilleros
La calle de Cuchilleros es una vía pública de la ciudad española de Madrid, situada en el barrio de Embajadores del distrito Centro, que corre, en dirección norte-sur, desde la cava de San Miguel, junto al arco de Cuchilleros (al pie de la plaza Mayor), hasta la plaza de Puerta Cerrada. Forma parte del foso o cava de Puerta Cerrada que corría al pie de la muralla. Recibe el nombre del gremio de cuchilleros en ella establecidos desde el siglo xvii.

## Historia
Conocida también como calle de la Cuchillería por la abundancia de tiendas de espaderos y cuchilleros establecidas aquí por su proximidad con la Casa de la Carnicería, en el lado sur de la plaza Mayor, a un costado del Arco de Cuchilleros. No aparece rotulada sin embargo en el plano del cartógrafo portugués Pedro Teixeira, aunque sí con su actual nombre en el posterior de Espinosa.
Cuenta Pedro de Répide que los maestros cuchilleros aquí reunidos tenían por patrón al apóstol Santiago el Mayor, con cofradía y altar propio en la iglesia de San Pedro el Viejo. Describe el entorno del arco de Cuchilleros como «curioso rincón madrileño que parece fondo de aguafuerte», y menciona la «célebre hostería, desglosada de otra famosa cuyo mismo nombre recuerda, y donde la glotonería madrileña puede ser satisfecha con los corderos asados y los besugos al horno». Advierte asimismo Répide que es una calle «de poca animación durante el día, y durante la noche campo de exploración de la baja galantería». De ese ‘turbio esplendor’ se conservan portones y edificios de singular antigüedad (con arqueológicos sótanos y galerías medievales) y la posterior creación de algunas tabernas, figones o bodegas con pretendida solera como La Daniela, La Traviesa, Asquiniña, Bodegas Ricla o Las Cuevas de Luis Candelas (en el inicio de la numeración de Cuchilleros), de entre los que puede destacarse el ya comentado Botín.

## Madrid galdosiano

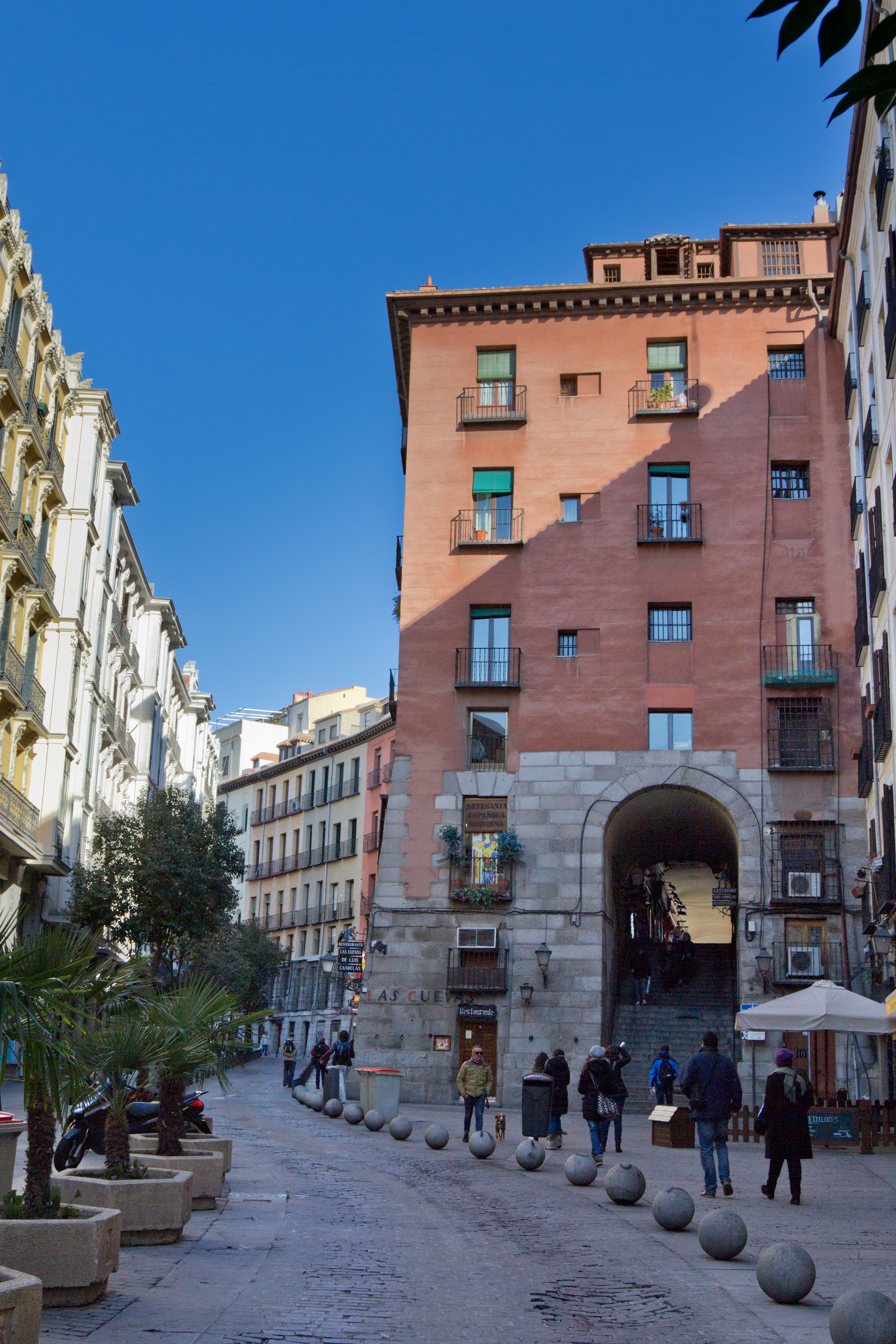
Confluencia con la Cava de San Miguel a su paso junto al Arco de Cuchilleros, sito en el número 7 de la calle de Cuchilleros.

En esta calle situó el novelista Benito Pérez Galdós varios pasajes de sus Novelas españolas contemporáneas, incorporándola así al mapa del “territorio galdosiano” en la capital de España. Así aparece con frecuencia en Fortunata y Jacinta, como en la fantasmagórica y humorística escena nocturna protagonizada por el personaje Plácido Estupiñá: 

Al llegar a la esquina de la Cava de San Miguel, vio al sereno; mejor dicho, lo que vio fue el farol del sereno, que andaba hacia la rinconada de la calle de Cuchilleros. Creyó que era el Viático, y arrodillándose y descubriéndose, según tenía por costumbre, rezó una corta oración y dijo: «¡que Dios le dé lo que mejor le convenga!». Las carcajadas de sus soeces burladores, que le habían seguido, le volvieron a su acuerdo, y conocido el error, se metió a escape en su casa, que a dos pasos estaba. Durmió, y al día siguiente como si tal cosa. Pero sentía un remordimiento vivísimo que por algún tiempo le hacía suspirar y quedarse meditabundo. Nada afligía tanto su honrado corazón como la idea de que Barbarita se enterara de aquel chasco del Viático. Afortunadamente, o no lo supo, o si lo supo no se dio nunca por entendida.
Benito Pérez Galdós en Fortunata y Jacinta. Parte primera, capítulo II.2 

También es escenario habitual en la novela Misericordia, publicada en 1897.
Perpetuando el modelo galdosiano, en los sótanos del número 9 de la plaza Mayor, se sitúa la desaparecida taberna El Púlpito dentro del conjunto del Arco de Cuchilleros, y en el edificio que fuera vivienda de Fortunata. Ramón Gómez de la Serna diferenciaba dos locales y explicaba que «“El Púlpito” no es la taberna que hay abajo, pasada esa especie de plataforma de piedra en el rincón de la plaza Mayor, no. El Púlpito es el local casi desconocido que hay subiendo por una escalerilla que hay en el portal de “El Púlpito” vulgar».